# Taransay
Taransay est une île dans les Hébrides extérieures située près de l'île Lewis et Harris en Écosse, Royaume-Uni.

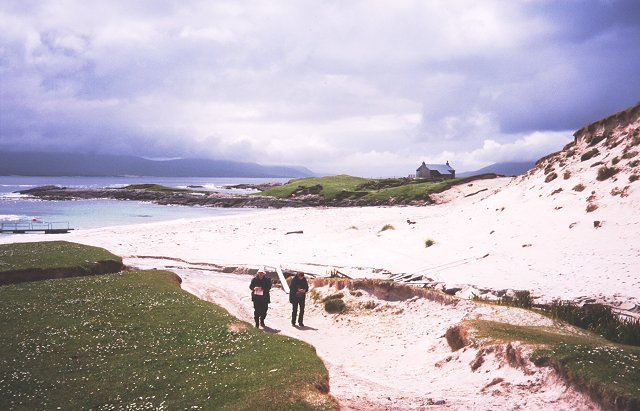
Plage à Paible, la localité de l'île.